# Podróżna
Podróżna – wieś w Polsce położona w województwie wielkopolskim, w powiecie złotowskim, w gminie Krajenka, przy trasie drogi wojewódzkiej nr 190. 
W latach 1975–1998 miejscowość administracyjnie należała do województwa pilskiego.
We wsi stoi zabytkowa kuźnia oraz spichlerze (jeden z nich murowany z 1911). Istnieją też pozostałości cmentarza ewangelicko-augsburskiego z połowy XIX wieku. Kaplica katolicka pod wezwaniem św. Michała Archanioła mieści się w dawnym domu mieszkalnym.